# Wongwat Jaroentaveesuk
Wongwat Jaroentaveesuk (thailändisch วงศ์วรรธน์ เจริญทวีสุข, * 2. Februar 2004) ist ein thailändischer Fußballspieler.

## Karriere
Wongwat Jaroentaveesuk steht seit 2021 beim Raj-Pracha FC unter Vertrag. Der Verein aus der Hauptstadt Bangkok spielt in der zweiten thailändischen Liga, der Thai League 2. Sein Zweitligadebüt gab Wongwat Jaroentaveesuk am 21. November 2021 (16. Spieltag) im Auswärtsspiel gegen den Ranong United FC. Hier wurde er in der 90. Minute für Thammayut Rakbun eingewechselt. Das Spiel endete 1:1.